# 冲浪海滩 (南卡罗来纳州)
冲浪海滩（英文：Surfside Beach），是美国南卡罗来纳州下属的一座城市。城市类型是“Town”。其面积大约为1.95平方英里（5.06平方公里）。根据2010年美国人口普查，该市有人口3,837人，人口密度约为每平方 英里1,963.66人（约合每平方公里758.2人）。